# Курдгелаурі
Курдгелаурі (груз. კურდღელაური) — село в Грузії.
За даними перепису населення 2014 року в селі проживає 3962 особи.